# Jan (Rudenko)
Jan, imię świeckie Władimir Nikołajewicz Rudenko (ur. 8 listopada 1966 w Nowosybirsku) – rosyjski biskup prawosławny.

## Życiorys
Urodził się w rodzinie urzędniczej. Ukończył studia w Nowosybirskim Instytucie Elektrotechnicznym w 1988, następnie pracował w laboratorium naukowo-badawczym instytutu. W 1994 uzyskał stopień kandydata nauk w dziedzinie radiofizyki. Do 1998 wykładał w instytucie, który ukończył, w katedrze fizyki stosowanej i teoretycznej, od 1996 do 1998 jako docent. 
W 1996 w soborze św. Aleksandra Newskiego w Nowosybirsku przyjął chrzest. W roku następnym zamieszkał w Szartomskim Monasterze św. Mikołaja we Wwiedienju jako świecki pracownik, zaś w 1998 został w nim posłusznikiem. 17 kwietnia 1998 złożył wieczyste śluby mnisze przed przełożonym wspólnoty archimandrytą Nikonem, przyjmując imię zakonne Jan na cześć św. Jana Chrzciciela. 24 maja tego samego roku arcybiskup iwanowski i kineszemski Ambroży wyświęcił go na diakona, zaś 4 października tego samego roku, w soborze Przemienienia Pańskiego w Iwanowie, na kapłana. Od 1998 do 1999 nauczał w Instytucie Teologicznym św. Jana Teologa w Iwanowie, następnie został jego prorektorem. W latach 2000–2005 był wykładowcą Państwowego Uniwersytetu w Iwanowie i Państwowego Instytutu Pedagogicznego w Szui, zaś od 2005 do 2014 nauczał w seminarium duchownym w Iwanowie. Równocześnie w 1999 został p.o. proboszcza budowanej właśnie cerkwi Wszystkich Świętych przy uniwersytecie w Iwanowie. W latach 2005–2006 był proboszczem cerkwi Ikony Matki Bożej „Wszystkich Strapionych Radość” w tym samym mieście. Od 2009 do 2011 służył w soborze Zmartwychwstania Pańskiego w Szui.
W 2001 w trybie zaocznym ukończył seminarium duchowne w Moskwie, zaś w 2005 – studia teologiczne na Moskiewskiej Akademii Duchownej, gdzie w 2006 uzyskał stopień kandydata nauk teologicznych.
W 2011 został dziekanem Szartomskiego Monasteru św. Mikołaja. Pięć lat później Święty Synod Rosyjskiego Kościoła Prawosławnego nominował go na biskupa workuckiego i usińskiego. W związku z tym otrzymał godność archimandryty. Jego chirotonia biskupa odbyła się 24 kwietnia 2016 w soborze Chrystusa Zbawiciela w Moskwie, pod przewodnictwem patriarchy moskiewskiego i całej Rusi Cyryla.
Postanowieniem Świętego Synodu, przeniesiony 28 grudnia 2017 r. do eparchii moskiewskiej miejskiej jako jej wikariusz, z tytułem biskupa domodiedowskiego. Od lipca 2018 r. był równocześnie namiestnikiem Monasteru Nowospasskiego w Moskwie.
W 2019 r. przeniesiony na katedrę urżumską.
W 2023 r. Święty Synod mianował go biskupem szujskim i tiejkowskim.